# Vincent. Życie i twórczość Vincenta van Gogha
Vincent. Życie i śmierć Vincenta van Gogha (ang. Vincent)  – australijski dokumentalny film biograficzny z 1987 roku w reżyserii Paula Coxa.
Film pozbawiony jest wyraźnej fabuły. Jego treścią są czytane przez Johna Hurta listy Vincenta van Gogha do jego brata Theo, ilustrowane obrazami malarza oraz zdjęciami z miejsc, w których żył i tworzył artysta.

## Obsada
- John Hurt (głos),
- Gabriella Trsek,
- Marika Rivera.